# Мексмонтан, Николай Фридольфович
Николай Фридольфович Мексмонтан (швед. Nicolaj Mexmontan; 2 (14) августа 1860, Стрельна — 15 ноября 1932, Хельсинки) — русский и финляндский военный деятель.

## Биография
Из дворян Великого княжества Финляндского. Вероисповедания лютеранского. Сын генерала от инфантерии Фридольфа Ивановича Мексмонтана и Луизы Адольфины Плантин.
В 1874 году поступил в Финляндский кадетский корпус. 30 сентября 1879 переведен в Пажеский корпус в младший специальный класс. Находился на месте покушения на императора Александра II 1 марта 1881, и был контужен в голову. Один из немногих, получивших медаль, учрежденную в память этого события (3.06.1881). Камер-паж (8.07.1881). Произведен в прапорщики лейб-гвардии 3-го стрелкового финского батальона (8.08.1881). Подпоручик гвардии (30.08.1884), поручик гвардии (8.08.1885). 3 года 2 месяца был батальонным адъютантом. Был в составе войск, собранных в Москве и окрестностях для участия в коронации Александра III, с 1 мая по 1 июня 1883.
4 мая 1893 назначен временным командующим 3-й запасной финской ротой, 29 октября переведен в постоянный кадр запаса финских войск, с переименованием в армейские штабс-капитаны, и 4 ноября утвержден в должности командира 3-й запасной роты. Капитан (1.04.1894). Имел семь призов за отличную стрельбу.
После четырех лет командования ротой 3 мая 1897 назначен офицером-воспитателем Пажеского корпуса. 9 сентября 1899 переименован в капитаны гвардии и тогда же произведен в подполковники гвардии. Армейский подполковник (1901). 12 июня 1903 назначен командиром лейб-гвардии 3-го стрелкового финского батальона. Полковник (1904, старшинство с 23.02.1904). Стал последним командиром финской гвардии, расформированной по приказу Николая II 21 ноября 1905.
Выйдя в отставку, примкнул к движению «активистов» — сторонников вооруженной борьбы за независимость Финляндии. В феврале 1917 вступил в Военный комитет, созданный финляндскими сепаратистами. В апреле-мае 1917 лидеры комитета Мексмонтан, Игнатиус и Аренберг перебрались в Стокгольм, где 14 мая вступили в контакт с эмиссаром Людендорфа капитаном фон Райхе, пообещав организовать снабжение для двух германских армейских корпусов, которые должны были изгнать из княжества русские войска; также сепаратисты обещали поднять вооруженное восстание.
В начале 1918 года вернулся в Финляндию, где принял участие в гражданской войне, возглавив инспекционный отдел в штабе Белой армии. В феврале 1918 произведен в генерал-майоры, став первым офицером, получившим генеральский чин в независимой Финляндии. В том же году вышел в отставку. Оставил мемуары об истории освободительной борьбы.

## Награды
- Орден Святого Станислава 3-й ст. (30.08.1890)
- Орден Святой Анны 3-й ст. (1897)
- Орден Святого Станислава 2-й ст. (1901)

Медали и знаки:
- Медаль «1 марта 1881 года» (3.06.1881)
- Нагрудный знак с изображением вензеля императора Александра II (20.03.1882)
- Темно-бронзовая медаль в память коронации императора Александра III

Иностранные:
- Командорский крест ордена Короны Румынии (1899)
- Орден Сиамской короны 2-й степени (1904)

## Семья
Жена (22.01.1887): баронесса Иоганна Георгиевна (Иоганна Элеонора) Рамзай (1863—1943), дочь генерала от инфантерии барона Г. Э. Рамзая, командующего финскими войсками, и Элизабет Камминг